# نیکولوز باراتاشویلی
نیکولوز باراتاشویلی (گرجی: ნიკოლოზ "ტატო" ბარათაშვილი؛ ۴ دسامبر ۱۸۱۷ – ۲۱ اکتبر ۱۸۴۵) نویسنده، شاعر گرجی اهل امپراتوری روسیه بود.